# 1850년 타협

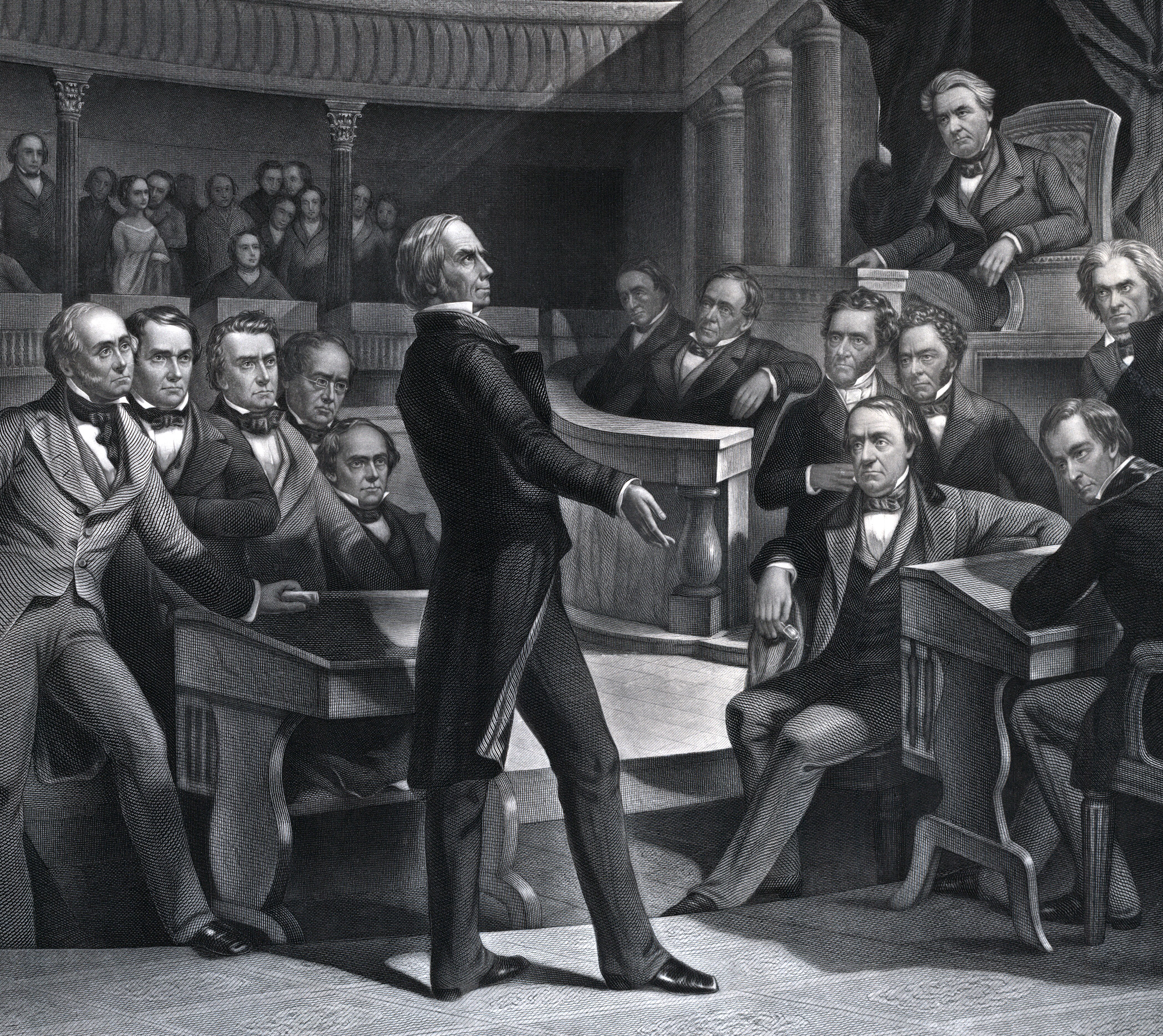
헨리 클레이가 미국 구 상원 의회에서 연설하고 있다; 밀라드 필모어가 회의를 주재하고 있으며, 칼훈과 웹스터가 지켜보고 있다.

북위 36도 30분의 미주리 타협선. 이 선 아래의 지역에서는 노예 소유가 가능했다. 각 주들은 현재 형태로 나타내져 있으며, 주의 색은 남북 전쟁에서의 서로 다른 진영을 나타낸다.

1850년 타협(Compromise of 1850)은 1850년 9월 4일 남부의 노예주들과 북부의 자유주들 간에 있었던 텍사스 합병(1845년 12월 29일)과 이에 따른 멕시코-미국 전쟁(1846-1848)을 통한 영토 확장 문제로 인한 대치를 종결시킨 다섯 개의 복잡한 연방 법률을 가리킨다. 이 법률들은 미국을 분열로 몰았던 캔자스-네브라스카 법까지의 4년 동안 나라의 분열과 내전을 막았고, 지역간 갈등을 잠시간 무마시켰다.
양 진영에서는 몇가지 조항에 불만이 있었으나, 안도감을 표시하며 이 타협안을 환영했다.
이 타협은 재커리 테일러대통령의 갑작스런 죽음 덕에 가능했다. 테일러 대통령은 노예 소유주였으나 북부의 정책이었던 남서부의 노예를 없애는 정책을 실현하기 위해 노력했다. 휘그당 상원 의원이었던 헨리 클레이(켄터키주)는 이 타협안을 고안했으나, 1850년 초에는 통과되지 못했다. 하원의 다음 회기에 민주당 상원 스티븐 더글라스 (일리노이주)와 휘그당의 상원 다니엘 웹스터 (매사추세츠주)는 부통령 존 칼훈 (사우스캐롤라이나주) 등의 양 극단에 있는 사람들의 반대에도 불구하고 약간 수정된 타협안을 통과시켰다.

## 배경

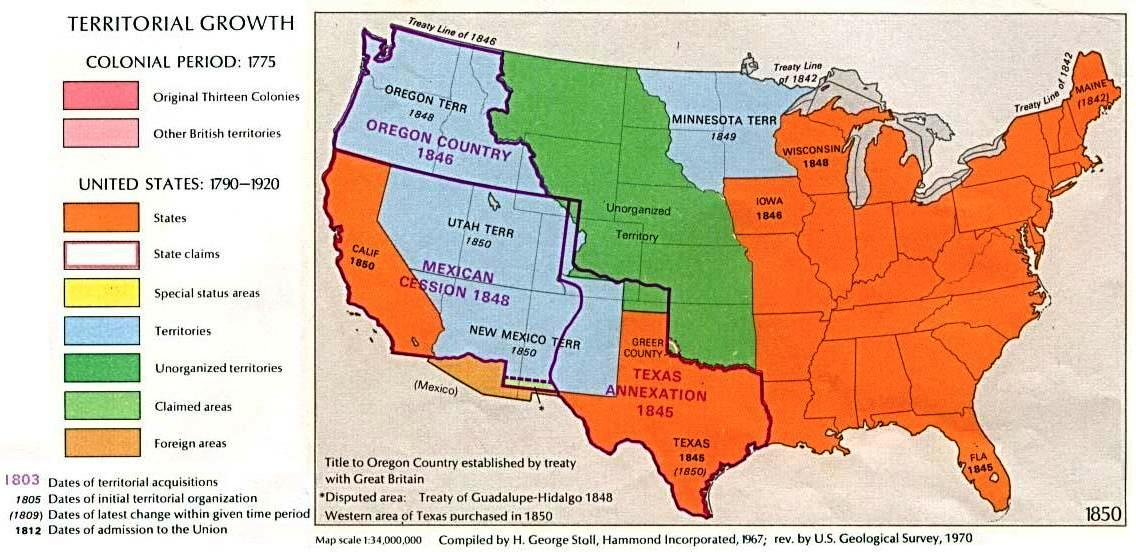
1850년의 미국 영토

멕시코 전쟁 종료 직후에 점령한 영토를 언제 획득하게 될지 불분명한 상태에서, 새로운 영토에서 노예 소유를 허가할 것인지에 대한 문제가 남부와 북부주 사이의 첨예한 논쟁 주제로 떠올랐다. 이전에 텍사스는 노예주였기 때문에 텍사스 거주자 뿐만 아니라 미국 전역의 노예제찬성론자와 노예제반대론자들에게도 텍사스 주의 크기는 이해관계가 달린 사안이었다. 1820년 미주리 타협에서는 북위 36도 30분의 선을 기준으로 노예주와 자유주를 나누었는데, 텍사스는 이 선 북쪽의 영토 또한 포함하고 있었다.
1845년의 텍사스 병합 결의안은 새로운 주가 텍사스의 영토로부터 만들어질 경우 미주리 타협의 제한선 북쪽의 주는 자유주가 될 것을 명시했다.
역사가 마크 스테그마이어에 따르면 "도망노예법, 워싱턴DC의 노예 거래의 금지, 자유주가 된 캘리포니아, 텍사스 주의 노예주 여부를 국민 주권에 맡기자는 등의 합의안의 많은 부분은 사실 사람들이 가장 잘 기억하지 못하는 부분인 텍사스 주의 빚을 연방 정부가 인수하는 대신 뉴 멕시코에 영토를 양보한다는 내용보다 중요하지 않다." 스테그마이어는 또 35도선을 중심으로 캘리포니아를 나누자는 남부주의 주장을 가리키며, "남부 극단주의자들은 캘리포니아의 분할을 논의의 가장 높은 우선순위에 두고 있었다"라고 말했다.
4년간 논의가 진전되지 않는 상태에서 제2기 정당 구조는 무너졌고, 후기성도 개척자들은 유타주에 뿌리내렸으며, 캘리포니아 골드 러시를 따라온 인파는 연방 군사 정부 캘리포니아와 뉴멕시코에 정착했다. 1850년의 타협안은 연합을 지켰으나, 이 연합은 단지 10여년 동안만 지속되었을 뿐이었다. 타협을 위한 다음과 같은 다양한 제안들이 있었다.
- 이전 해에 빼앗은 텍사스를 제외한 멕시코로부터 빼앗은 새 영토에서는 노예제를 금지하는 윌모트 조항은 1846년 8월과 1847년 2월에 하원을 통과했으나, 상원을 통과하지 못했다. 나중에 과달루페 이달고 조약에 이 단서 조항을 더하려는 시도가 있었으나 실패로 돌아갔다.
- 윌리엄 윅과 스티븐 더글라스는 미주리 타협안의 선을 태평양 서쪽(캘리포니아 "카멜-바이-더-씨" 남쪽)까지 확장해 뉴멕시코주와 아리조나주, 라스베가스, 남부 캘리포니아를 비롯한 멕시코로부터 빼앗은 영토에서 노예제를 시행하는 내용을 담은 윌모트 단서 조항에 대한 수정안을 냈지만 통과에 실패했다. 이 들은 이 선을 1850년 6월의 내쉬빌 전당대회에서 다시 제안했다.
- 루이스 카스와 스티븐 더글라스가 최종적인 민주당의 당론으로 고안해 낸 국민 주권제에 따르면, 각 영토의 주민들이 노예제의 시행 여부를 결정하도록 되어있었다.
- 앨라배마 주와 조지아주 법 및 플로리다 주와 버지니아 주의 민주 국가 회의에서 승인된 윌리엄 얀시의 "앨라배마 정강"에서는 새로 얻은 영토가 한 주로의 위상을 얻기 이전에 그 영토에 대해 연방 정부나 해당 영토 정부에서는 노예제에 어떤 제약을 가해서는 안된다고 주장했다. 이 정강은 윌모트 단서조항, 국민 주권제, 멕시코의 반-노예 법률을 파기하는 연방 법안을 지지하는 후보에 대해 반대해야 한다는 내용을 담고 있었다.
- 1848년 휘그당의 대선 후보이자 1949년 3월부터 1850년 7월까지 대통령에 재임했던 재커리 테일러는 대통령이 된 뒤 새로 얻은 영토가 캘리포니아와 뉴 멕시코 두 개의 자유 주가 되어야 한다고 주장했다. 그가 주장했던 두 주의 크기는 나중에 확정된 두 주의 크기보다 훨씬 컸다. 그는 이 새로운 영토에서 노예제를 허용하냐의 문제는 피해갔다.
- 멕시코에서 획득한 영토의 대부분을 하나의 주로 합병하는 한편 예수 그리스도 후기성도 교회를 믿지 않는 북부 캘리포니아 주와 중부 뉴멕시코주를 제외한 데세렛 주를 만드는 후기성도들의 제안도 있었다. 이 제안은 하원을 통과하지 못할 것으로 보였으나, 1849년 테일러 대통령은 대리인인 존 윌슨을 통해 서쪽으로 보내 캘리포니아와 데세렛을 하나의 주로 합치는 제안을 하기도 했다. 이는 이렇게 주를 합침으로써 자유주의 수를 줄여 상원에서 남부주의 세력이 약해지는 것을 막기 위한 방편이었다.
- 토마스 하트 벤튼 상원의원은 1849년 12월 또는 1850년 1월에 텍사스의 서쪽 및 북쪽 경계가 서경 102도와 북위 34도가 되도록 하는 제안을 했다.
- 존 벨 상원의원은 1850년 2월 뉴멕시코가 북위 34도 북쪽의 (현재의 텍사스 팬핸들을 포함한) 텍사스 토지를 얻고, 그 이남의 땅은 (현재 뉴 멕시코주의 동남쪽 부분을 포함해) 텍사스의 콜로라도 강을 기준으로 두 개의 주로 나눠 캘리포니아 및 뉴 멕시코가 자유주로 되는 것에 균형을 맞추는 (텍사스의 동의를 얻은) 제안을 했다.[5]
- 1850년 타협안의 첫 초안에서는 텍사스의 북서부 경계는 엘파소 20마일 북쪽에 있는 리오 그란데에서 서경 100도의 레드 리버 분수계(현재 오클라호마 주의 남서쪽 코너)로 직선을 긋는 것으로 하도록 했다.
- 헨리 클레이가 1850년 제안한 "1850년 타협안"은 더글라스가 이끄는 북부 휘그와 남부 야당인 민주당의 상원을 통과해 1850년 9월 입법되었다.
  - 1850년 타협안에서는 남부 캘리포니아를 포함한 캘리포니아를 자유주로 편입했다.
  - 유타 준주와 뉴 멕시코 준주가 국민 주권제에 의해 주민이 직접 노예제 시행 여부를 선택하도록 했다.
  - 텍사스 주는 북위 32도 북쪽 및 서경 103도 서쪽에 대한 땅을 뉴 멕시코 준주에게 양보하고, 북위 36도 30분 북쪽과 서경 103도 동쪽에 대한 영유권 주장을 철회해 이 곳이 비자치적 영토가 되도록 했다. 이 대가로 미국 정부는 텍사스의 빚을 인수했다. 텍사스가 카운티 정부를 이미 세웠던 엘파소는 텍사스에 남았다.
  - 워싱턴 DC에서의 노예 거래는 금지되었다. (하지만 노예제는 여전히 남아있었다.)
  - 도망노예법은 강화되었다.

남부인이 대다수를 차지하는 (나중에 잠시 존재했던 아리조나 남부동맹 준주와 같은) 남부 준주는 새로 생기지 않았다.

## 같이 보기
- 미주리 타협
- 캔자스 네브래스카 법

## 참고 문헌
1. ↑  “Joint Resolution of Congress, Mar. 1, 1845”. 2010년 1월 25일에 원본 문서에서 보존된 문서. 2010년 6월 5일에 확인함.
2. ↑  Texas, New Mexico, and the Compromise of 1850: Boundary Dispute and Sectional Crisis.(Brief Article) - The Historian | HighBeam Research - FREE trial
3. ↑  Mark J. Stegmaier (1996). 《Texas, New Mexico, and the compromise of 1850: boundary dispute & sectional conflict》. Kent State University Press.
4. ↑  Stegmaier, p. 172 and p. 177
5. ↑  W. J. Spillman (1904년 1월). “ADJUSTMENT OF THE TEXAS BOUNDARY IN 1850.”. 《Quarterly of the Texas State Historical Association》 7.